# セネガル料理

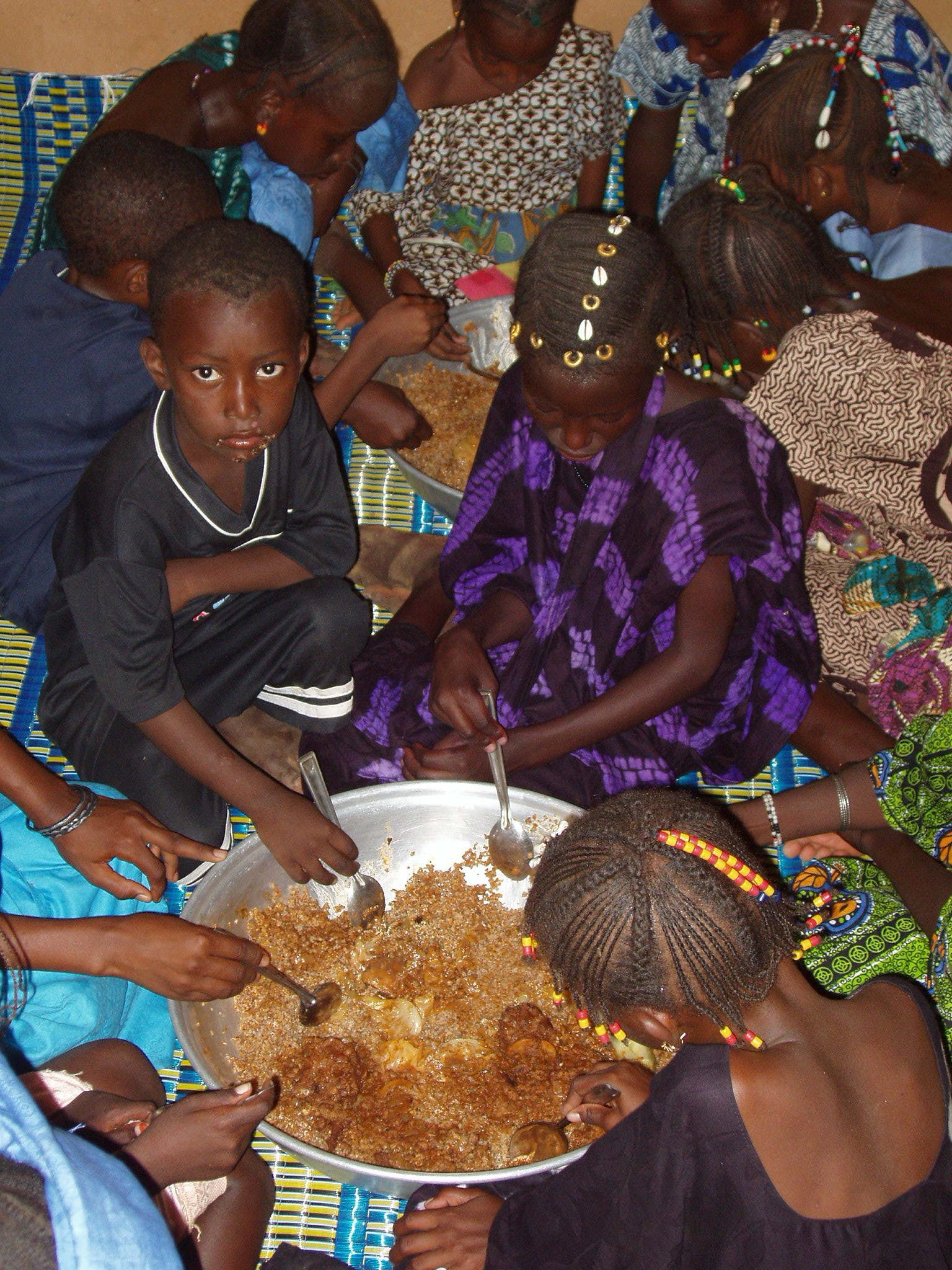
祭りの食事。大鍋から直に食べる。

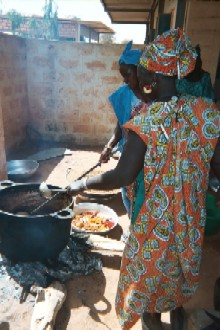
大鍋での調理

セネガル料理（セネガルりょうり）は、アフリカ大陸西岸の国家セネガルの料理である。

## 概要
元来この地に居住していたウォロフ族の食文化が、11世紀に定着したイスラム教の影響を受け、大航海時代以降はヨーロッパ諸国も加わった。特に1960年までこの地を植民地としていたフランスの影響は大きく、魚をファルシにする調理法などに名残を見ることができる。これら各地の食文化を受け継いだセネガル料理は、アフリカでも特に洗練されているといわれ、世界各国にセネガル料理専門店がある。

## 主食
乾燥地帯ではモロコシやトウジンビエ、フォニオを原料としたはったい粉やクスクス、ウガリのような湯練り粉が主食とされ、新鮮な牛乳や肉の煮込み汁を添えて食べる。
一方、年間降水量が1500ミリにも達するカザマンス地方では、古くから稲が栽培され、居住するジョラ族は米に依存した食生活を送っている。炊いた飯に川魚の煮込み汁をかけて食する。ジョラ語で「稲」は「カンマーノ」、「籾」は「バトージャール」、「米」は「ジャチョプ」、「飯」は「シナング」と言い、全て「Rice」で統一する英語と異なり、稲作に対する思い入れが窺える。
現在では年間降水量500ミリ程度の首都・ダカールでも米食は広まっているが、その需要に応えるべく、タイやパキスタンからインディカ米が輸入されている。インディカ米は粒が長いため、輸送途中で砕けやすいが、この「砕け米」は、大量の油やスープとともに炊き、手で食するセネガル料理における米利用法と相性が良い。そのため、現地では粒揃いの米よりも砕け米が高値で取引されており、完全な粒の米をわざわざ砕いて売る例すらある。
米は湯を沸かした鍋の上にザルや金属製の甑を仕掛けて蒸した後、湯やスープに入れて炊き上げる。米料理の代表例が、「チェブジェン」（魚ご飯）である。
フランスの影響で現在ではパンも好まれている。タンガナと呼ばれる朝食専門の屋台では、フランス直伝のバゲットの薄切りとインスタントコーヒーが日本円で20円ほど（2000年代初頭）で供されている。

## 素材
大西洋で水揚げされるマグロ、メカジキ、シマアジ、マトウダイなどの魚、海岸のマングローブ地帯に住むロブスターがセネガル料理の素材である。特にニシン科の魚「ヤーボイ」は煮込み料理や炊き込み飯の材料にされるほか、ケチャという食品に加工され、魚醤のように料理の味付けに使用される。家畜の肉としては鶏肉、羊肉、牛肉、山羊肉がポピュラーであるが、国民の大部分がイスラム教徒のため、豚肉は使用されない。
農業生産物としては、米やクスクス以外に落花生、サツマイモ、レンズマメ、マニオク、さらにキャベツ、ナス、南瓜が使用され、肉や魚とともに煮込んで米飯やクスクス、パンとともに食される。トマトは最も人気のある野菜である。
その他、バオバブの実、マンゴー、オレンジ、グレープフルーツ、さらにコートジボワールから輸入されたバナナやパイナップルなど、さまざまな果物類がデザートに供される。

## 調味料

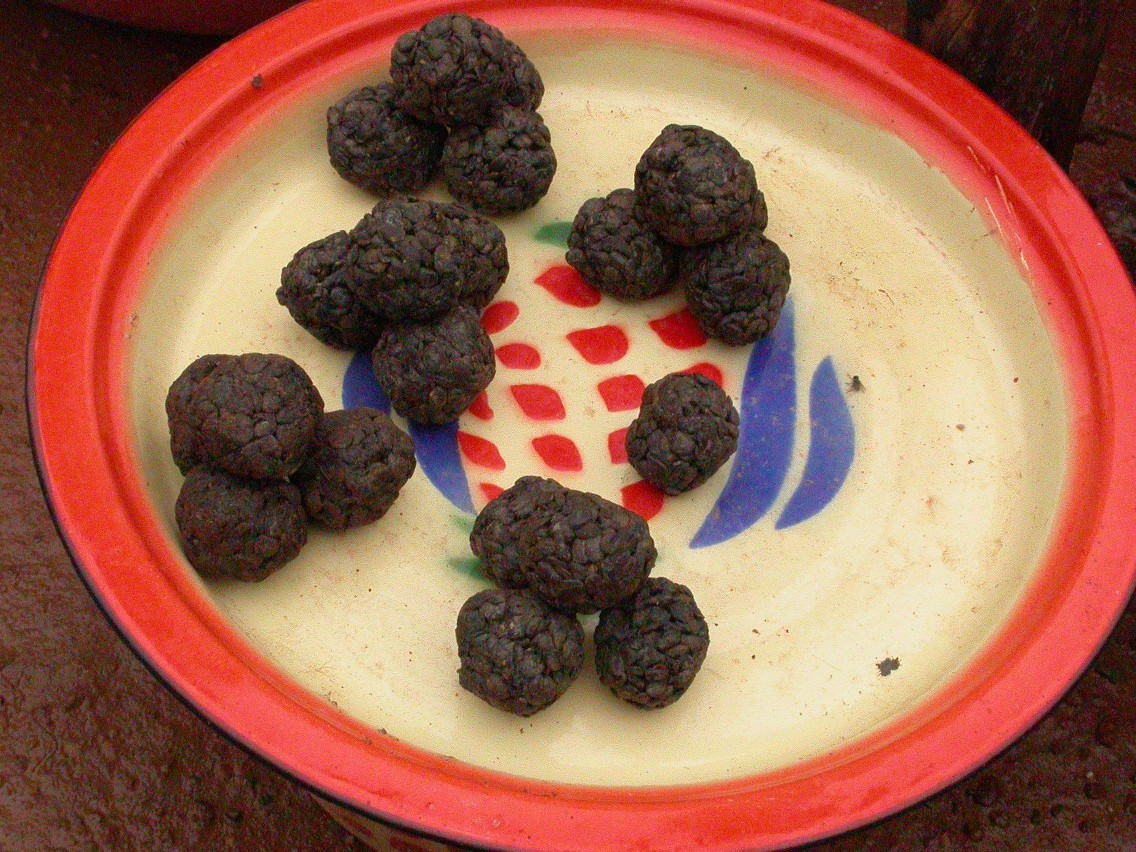
ネテトゥ。味噌のように味付けに使う

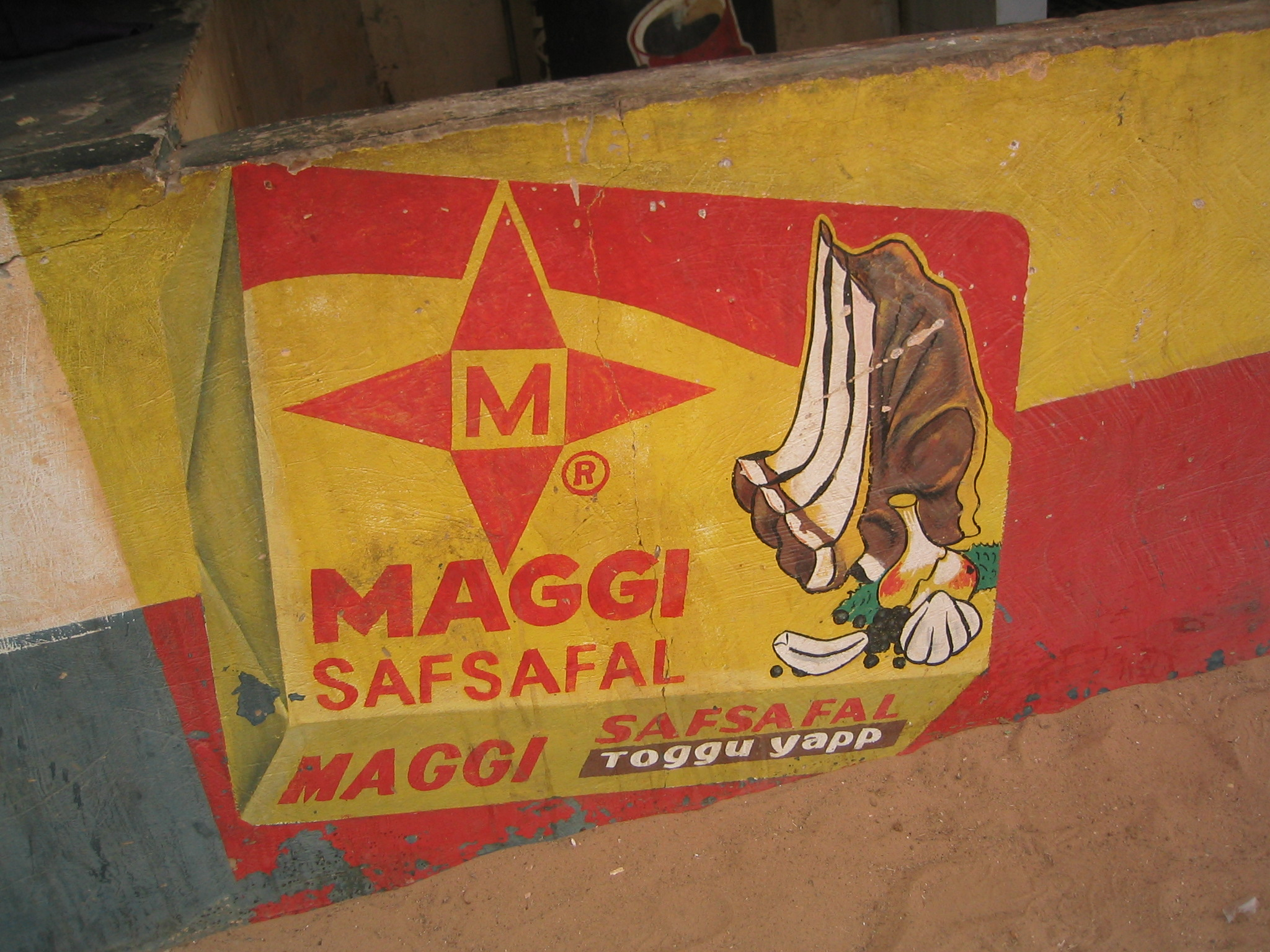
マギーのブイヨンやソースの使用が浸透している

塩、胡椒、唐辛子のほか、タマリンドが使用される。アフリカ独特のものとしては、マメ科植物の実を茹でて醗酵させた納豆のような食品「ネテトゥ」、魚の干物「ケチャ」、そして巻貝の干物「イェット」が挙げられる。ケチャやイェットは独特の臭気を発するが、これがセネガル人にとっては郷愁に映るという。しかし日本人にとっての納豆と同じく、臭みのせいでイェットを嫌うセネガル人も多い。
なお、近年では煮込み料理や炊き込み飯を作る際、固形ブイヨンの使用が浸透している。

## 主な料理

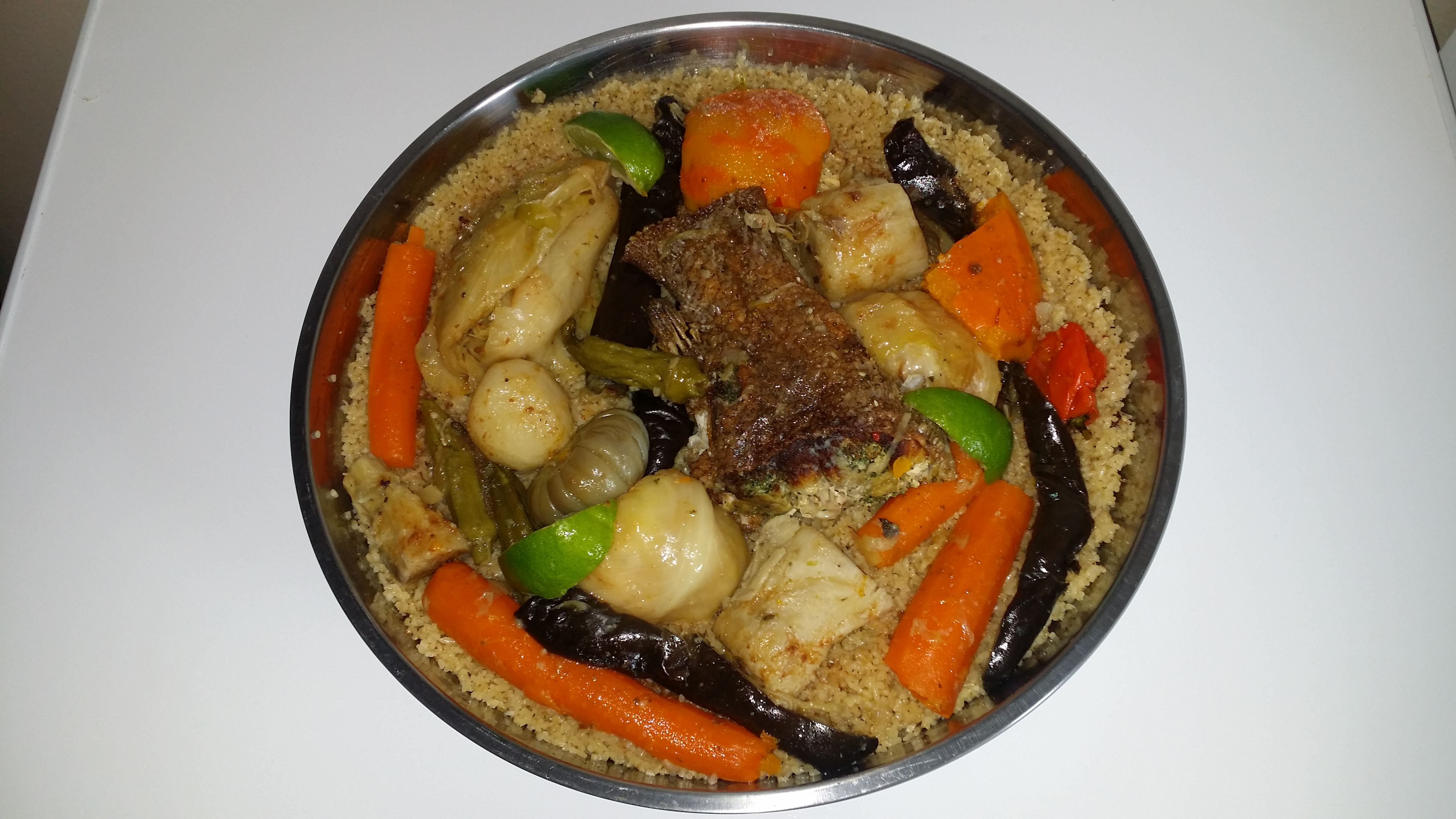
チェブジェン（魚ご飯）

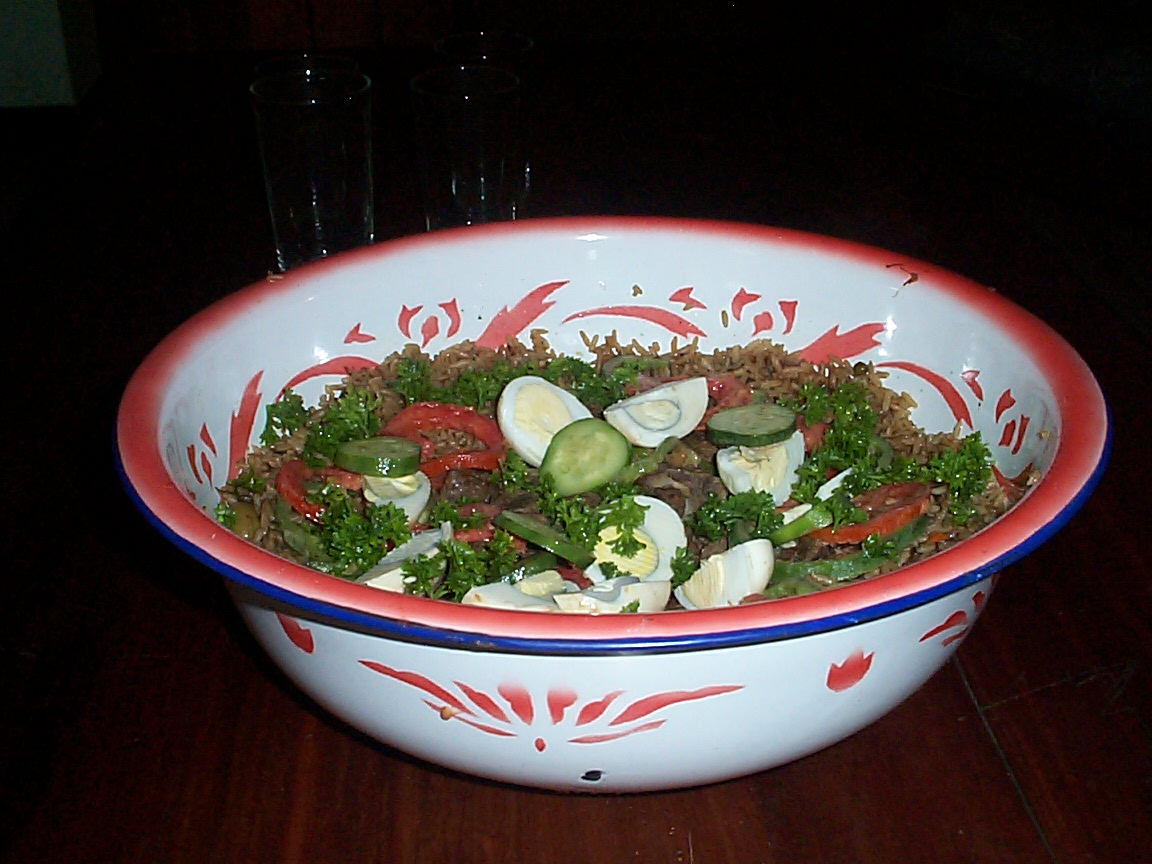
チェブヤップ(肉の炊き込みご飯)

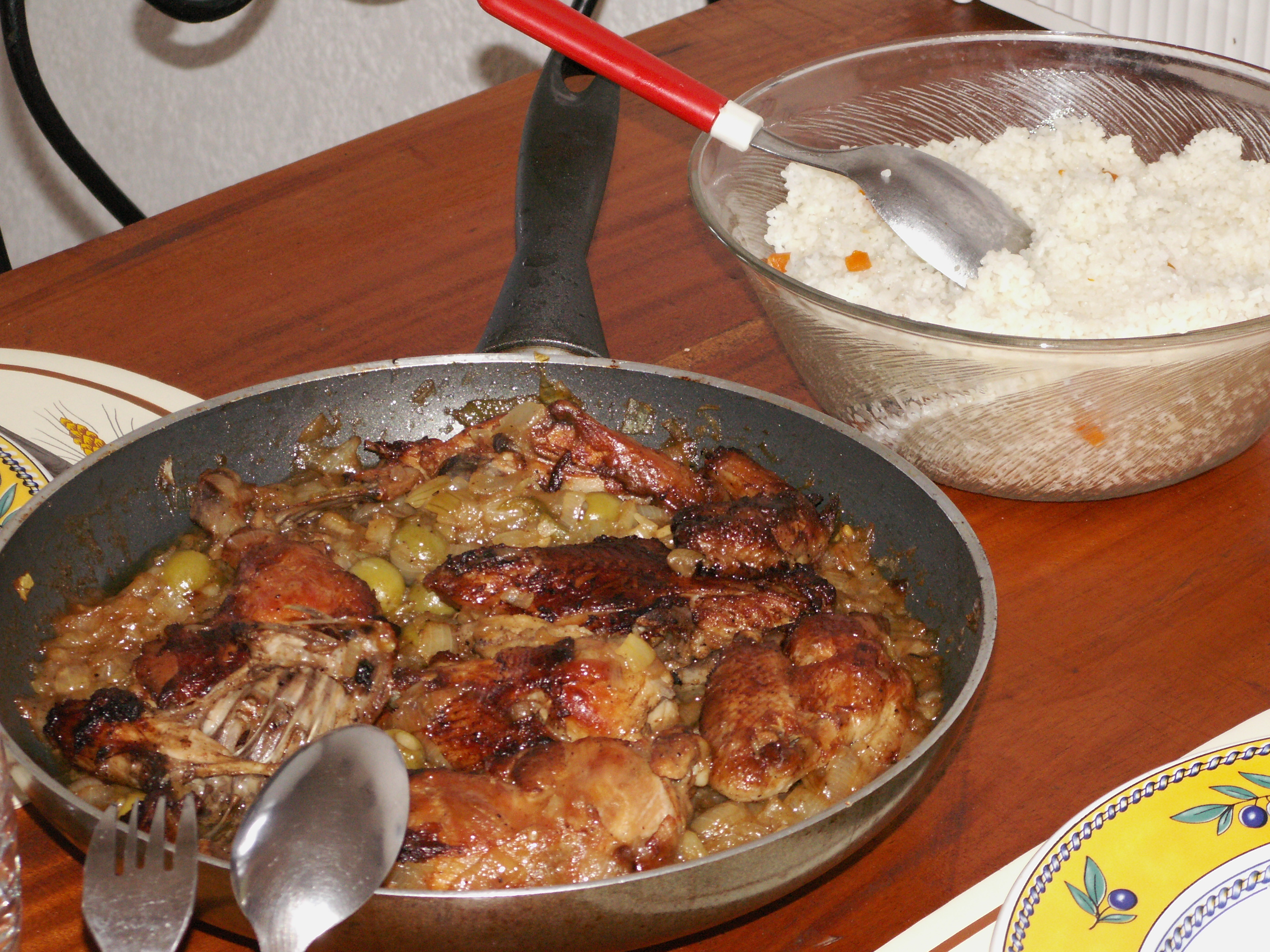
プレ・ヤッサ（鶏のマリネ）

セネガル料理は主に「ベンナ・チン」（一つ鍋）と「ニャーリ・チン」（二つ鍋）に分類される。それぞれ、「鍋一つで作れる食事」「鍋二つで作れる食事」の意で、前者は「炊き込み飯」「雑炊」、後者は「ご飯と味噌汁」「ご飯とおかず」「カレーライス」をイメージすればわかりやすい。
ベンナ・チンには、以下の例がある。
チェブジェン
「魚ご飯」。セネガル人が最も誇りとする料理である。鍋で大量の落花生油を熱し、魚と野菜を煮る。煮えたところで具を取り出し、残った汁で飯を炊く。炊き上がった飯に具を添えて完成。
チェブヤップ
「肉ご飯」。作り方はチェブジェンとほぼ同じ。後に奴隷貿易でアメリカにも伝わり、新たな料理「ジョロフライス」が生まれた。
ニャーリ・チンには、以下の例がある。
スープカンジャ
「オクラスープ」。肉とオクラを大鍋で煮込み、スープ状にする。塩や干し貝、唐辛子、ニンニク、ネテトゥで味を整えたのち、パーム油を注いで仕上げる。この煮込み汁を別鍋で炊いた飯にかけて食べる。
マフェ
大量の落花生油で肉を炒め、タマネギ、馬鈴薯を加えてさらに炒める。塩、干貝、ネテトゥで味をつけた後、ピーナツペーストを加える。別鍋で炊いた飯にかけて食べる。
プレ・ヤッサ
玉葱の薄切りを塩、胡椒、大量のレモン汁で和えたものに鶏肉を漬け込み、マリネ状にする。この肉を熱したフライパンで炒め、少量の水を注いで煮込む。別鍋で炊いた飯とともに食べる。
ドモダ
肉や野菜を炒め、大量のトマトと水を加えて煮込む。小麦粉でとろみをつけ、飯にかけて食べる。ヨーロッパ起源の料理らしい。
その他、さまざまな料理。
バッシ・セルト
トマトペーストで味付けした肉と野菜を添えたクスクス。
味付け、魚、鶏肉、羊肉や牛肉のトマトとピーナッツバター醤油で野菜で調理したもの。  
ソンビ
ミルク粥。
羊の煮物
魚の蒸し物
タッキー
クスクスのプディング。
チェレ
トウジンビエを挽いて蒸してつくる、クスクスに模した主食。

## 主な飲み物

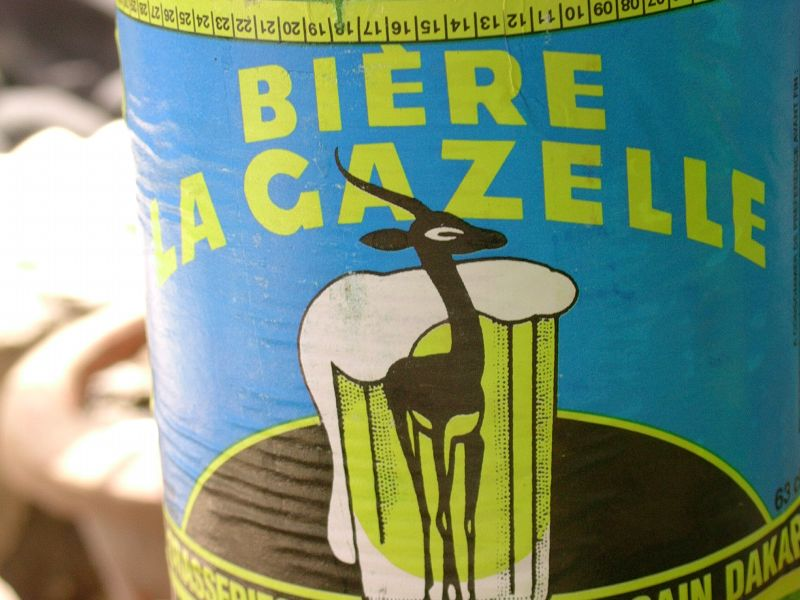
人気の「ガゼルビール」

紅茶、コーヒーが飲用されている。サバンナ地帯の村では、薬缶で煮出した緑茶に大量の砂糖を入れて飲む。西アフリカ特有の嗜好品・コーラの実も盛んに使用される。
雨量が豊かでアブラヤシが自生している地方ではヤシ酒が愛飲されている。ヤシの大木の先端から伸びる花の軸を切り、切り口にヒョウタンをあてがい、滴る汁を受ける。中で自然に醗酵して酒になる。
しかしセネガルはイスラム教国であるため、法律で禁じられていないものの飲酒は憚れる行為である。酒好きは「マキ」と呼ばれる食堂に出入りする。マキはフランス語で「薮・茂み」を意味するmaquisから派生した言葉で、「アジト」といった意味合いの秘密食堂。コートジボワールにも同じ名のレストランがある。ここではビールやウイスキーをおおっぴらに飲める。

## 食具・作法
床にゴザを敷き、男女別の大皿に料理を盛りつける。その周囲に男女別に家族が陣取るが、家長のみがあぐらをかき、それ以外の者は立て膝で座る。年少の者は、座る際の床面積が広くてはいけない。
家長が「アイチャ」（さあ、どうぞ）と一声かけて食事が始まる。改まった席ではイスラムの祈りの文句「ビスミッラ」と唱え、家族もそれに和す。しかし食事に入ると口を聞かず、味に関する論評もしない。
食事は基本的に手食であるが、左手は一切使われない。大きな肉をちぎるなど、片手のみでの作業が難しい場合は同席者の右手を借りる。都市部では20世紀後半からスプーンの使用が広まったが、右手のみの使用は変わらない。
家長は食事の終盤に魚の頭や肉が残った背骨など、特別味わいがある部分をしゃぶる特権がある。これは客人にも勧めない。
食事が終わり、皆が手を洗ったところでコップの水を回し飲みして口直しする。小さな子供以外は、食事中に汚れた手で水を飲むことは憚られる。

## 参考資料
- 小川了『世界の食文化11　アフリカ』農文協、2004年。ISBN 978-4540040870。